# Ksawera Dalewska
Ksawera Dalewska herbu Krucini (ur. w 1845 w Kunkułce (powiat lidzki), zm. 29 lipca 1900 w Warszawie) –  uczestniczka powstania styczniowego na Litwie, zesłana na Syberię.

## Życiorys
Uczyła się w Instytucie Szlacheckim, później na tajnych kursach. Po powrocie jej brata Franciszka z katorgi, gdy został członkiem Prowincjonalnego Rządu Narodowego na Litwie, pracowała jako jego sekretarka aż do jego aresztowania 21 czerwca 1863 roku. W październiku została zesłana na Syberię wraz z matką i siostrami Zuzanną i Józefą. Przebywała na wygnaniu w Kungurze i Samarze. W październiku 1867 roku udało się jej wrócić do Warszawy, gdzie prowadziła tajną pensję z przyrodnią siostrą Apolonią Sierakowską, wdową po Zygmuncie, oraz tłumaczyła z języka angielskiego powieści dla Tygodnika Ilustrowanego. Spoczywa na cmentarzu Powązkowskim w Warszawie (kwatera II-5-3/4/5).

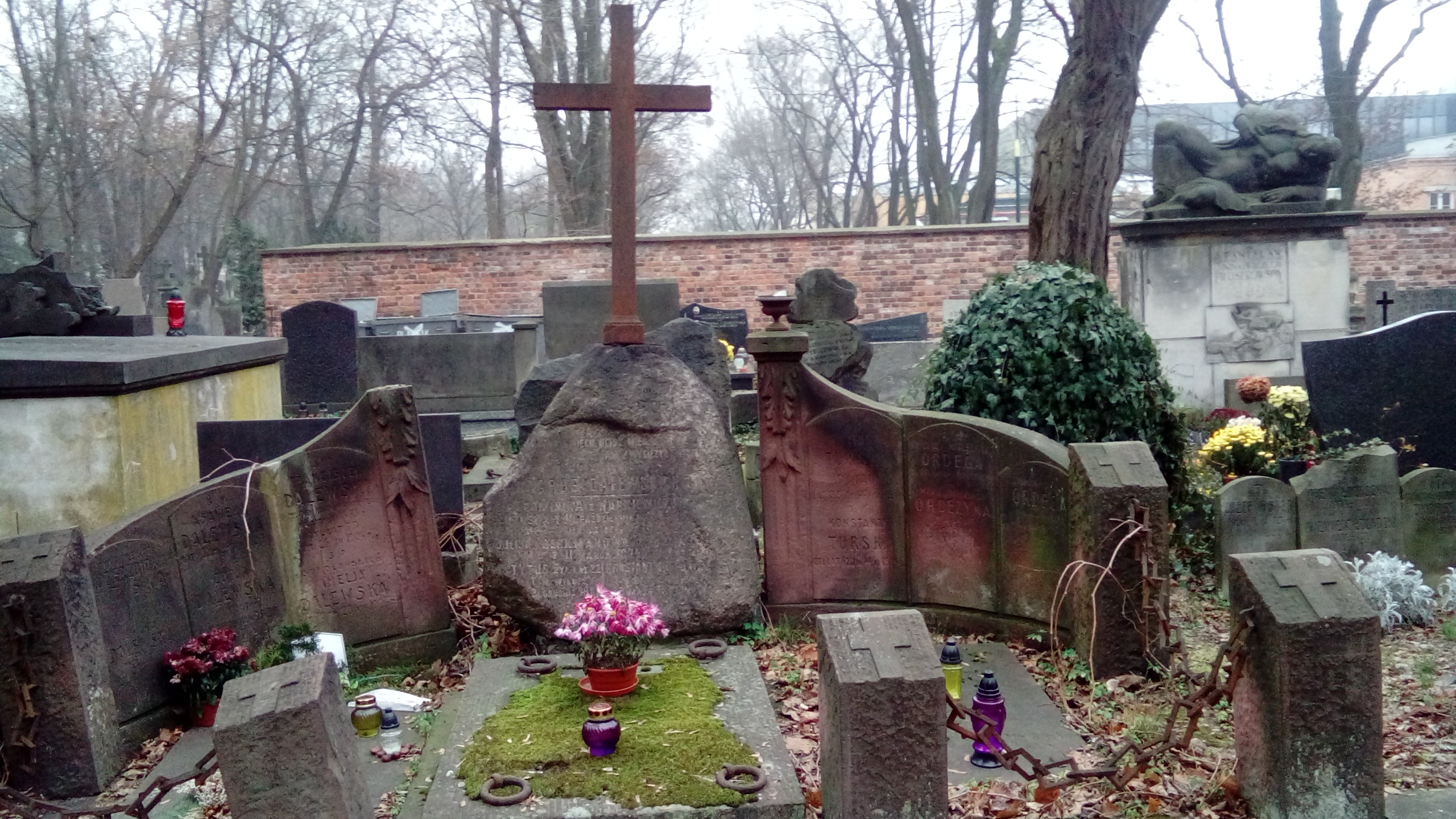
Grób Franciszka, Konstantego i Ksawery Dalewskich na cmentarzu Powązkowskim

## Rodzina
Ojciec Ksawery, Dominik Antoni Dalewski był dwukrotnie żonaty. Córką Dominika z pierwszego małżeństwa była Apolonia Dalewska, późniejsza żona Zygmunta Sierakowskiego.
Ksawera Dalewska była córką Dominika Antoniego i drugiej jego żony, Dominiki z Narkiewiczów. Była jednym z ośmiorga ich dzieci. Jej rodzeństwo z tego małżeństwa to:
- Franciszek (1825–1904)
- Aleksander (1827–1862)
- Tekla (1838–?), późniejsza żona Ludwika Jenikego (1818–1903)
- Konstanty (1837–1871)
- Tytus (1841–1864)[2]
- Zuzanna
- Józefa.